# Beagle Boys
Els Beagle Boys (literalment Nois Beagle) són un grup de personatges de còmics i dibuixos animats creat l'any 1951 per Carl Barks per a l' univers de l'ànec Donald. Són un clan familiar de criminals organitzats que intenten robar constantment a l'Oncle Garrepa. La seva introducció i primera aparició va ser a "Terror of the Beagle Boys" (Walt Disney's Comics and Stories núm. 134, novembre de 1951), encara que en aquesta història només apareixen a l'última vinyeta i no tenen diàleg. Apareixen de nou al següent número d'una manera similar, a The Big Bin on Killmotor Hill (Walt Disney's Comics and Stories núm. 135, desembre de 1951).

## Els Beagle Boys als còmics

### Univers Barks/Rosa
Els Beagle Boys van ser creats originalment per Carl Barks i van fer la seva primera aparició a la història de 10 pàgines "The Terror of the Beagle Boys" (Walt Disney's Comics and Stories núm. 134) que es va publicar per primera vegada el novembre de 1951. Tot i que els Beagle Boys només es mostren molt breument a l'última pàgina d'aquesta història, s'implica que Scrooge els ha conegut des de fa molt de temps. Els Beagle Boys solen representar-se com una colla d'entre tres i deu membres o més, depenent de la història, que són idèntics en aparença i personalitat. Porten màscares negres de bandit per amagar la seva identitat i als jerseis de coll alt, sovint taronges o vermells, hi porten els seus números de pres. Els Beagle Boys sovint es caracteritzen per ser molt grollers, jactanciosos, ofensius, cobdiciosos i egocèntrics; entre ells, però, són molt lleials i tenen una forta connexió de companyonia entre germans. Encara que, en algunes ocasions, s'han mostrat irritats els uns amb els altres, sovint relacionant-se amb algú que comet un error o dient alguna cosa que no encaixa amb el consens, com l'afició excessiva d'un Beagle Boy (176–167) per les prunes seques; una debilitat que provoca la caiguda dels Beagle Boys en algunes històries. L'amor de 176-167 per les prunes seques el converteix en l'únic Beagle Boy amb una característica única.
La primera història que compta amb els Beagle Boys en un paper important és Only a Poor Old Man (Oncle Scrooge núm. 1, març de 1952), que serveix com a plantilla per a pràcticament totes les futures aparicions dels Beagle Boys i els estableix com una seriosa amenaça per a la fortuna de l'oncle Garrepa. En la mateixa història, són anomenats "the most awful gang of crooks in the country" (la colla més horrible de lladres del país) per l'ànec Donald. La majoria de les vegades, manifesten idees intel·ligents d'inventar esquemes diversos o elaborats per intentar entrar i robar a Money Bin (el contenidor de diners) ben assegurat de l'oncle Garrepa. En ocasions fins i tot es demostra que tenen capacitats intel·lectuals molt elevades, ja que són capaços d'aconseguir títols acadèmics en diferents camps. Entre els Beagle Boys individuals, alguns d'aquests graus inclouen: encefalografia cranial, psicologia, química, metal·lúrgia i electropirotecnologia. Aquests eren sovint vists pel govern com a intents de rehabilitació, però en realitat, era una farsa dels Beagle Boys utilitzar les seves habilitats recentment adquirides per a robatoris. També són experts en engany, incloent les disfresses i entrenament d'animals; com utilitzar els corbs marins com a bombarders aeris, a més de tenir un gran arsenal d'armes, explosius o màquines diverses. Quan és necessari, s'ha demostrat que poden utilitzar la força o les amenaces per aconseguir el que volen. No obstant això, tenint en compte totes les coses, sovint se'ls atribueix que els Beagle Boys no són tan intel·ligents com creuen, sovint créduls amb els mateixos trucs i ofensius entre ells. A més, la majoria de les seves aparicions acaben amb la seva detenció. Normalment estan empresonats a les presons de Duckburg o Sing Sing, però també han estat empresonats a altres presons. Tanmateix, els Beagle Boys estan orgullosos dels seus antecedents criminals; mai disposats a viure les seves vides d'acord amb la llei.
L'objectiu principal dels Beagle Boys per robar els diners de Scrooge McDuck és crear-se una vida paradisíaca de luxe. En poques ocasions en què han aconseguit robar els diners, se'ls mostra gastant-ho tot malbaratant molt i en excés; com ara comprant cases extravagants i ostentoses o vivint en una illa paradisíaca prop de Hawaii. També han mostrat propensió a fer-se càrrec del món quan se'ls presenta aquesta oportunitat, com a la història de Carl Barks The Mysterious Stone Ray (Uncle Scrooge núm. 8, 1954).
Els Beagle Boys es mostren sovint sense un líder establert, en lloc d'actuar com una unitat molt coherent i homogènia, i només es donen ordres entre ells de manera intercanviable quan cal. Tanmateix, de vegades els Beagle Boys són dirigits pel seu avi, Blackheart Beagle, que té el número de presó 186–802. El personatge Blackheart prové de dos personatges creats per Carl Barks: Blackheart Beagle, un pirata de vaixell fluvial de The Fantastic River Race (Uncle Scrooge goes to Disneyland núm. 1, 1957) i Grandpa Beagle, que va aparèixer a The Money Well (Oncle Scrooge núm. 21, 1958). Va ser Don Rosa qui més tard va combinar els personatges en un de sol en els capítols 10 i 11 de The Life and Times of Scrooge McDuck. A més, segons Rosa, Blackheart Beagle es va semijubilar el 1947, després d'un intent fallit de robar el Money Bin de l'oncle Garrepa. A The Life and Times of Scrooge McDuck, Garrepa va conèixer per primera vegada els Beagle Boys en els seus dies al vaixell fluvial del Mississipí, cap al 1880. Aquells Beagle Boys incloïen Blackheart Beagle i els seus tres fills.
L'oncle Garrepa va conèixer per primera vegada els Beagle Boys moderns de tercera generació durant el Nadal de 1947, que va ser quan va conèixer per primera vegada els seus tres nebots, juntament amb el seu nebot Donald Duck per segona vegada. Des de llavors, els Beagle Boys han estat una amenaça constant per al Money Bin.
Carl Barks no va donar mai cap nom personal a la tercera generació dels Beagle Boys, com els seus pares, sinó que es va fer referència als seus números de presos, que comença amb "176-" i acaba amb una permutació dels números 1, 6, i 7, que permet sis combinacions diferents. Aquesta tradició es va establir per primera vegada a The Menehune Mystery de Barks (Oncle Scrooge núm. 4, desembre de 1953), mentre que els Beagle Boys en històries anteriors, i alguns d'ells a The Menehune Mystery, en canvi tenien els seus números de presos com "176-" seguit. per dígits aleatoris (excepte a la seva primera història, on no tenen números de presos). Tanmateix, en algunes de les seves històries posteriors, Barks no va continuar aquesta tradició i va tornar a utilitzar nombres aleatoris. Però els escriptors i artistes posteriors de manera predeterminada encara utilitzen principalment les combinacions 1, 6 i 7 per als Beagle Boys als còmics moderns. Els Beagle Boys també tenen els números de la presó tatuats al pit. Segons The Beagle Boys vs. The Money Bin (2001) de Don Rosa, els Beagle Boys són coneguts pels seus números de presos des de la seva infància, i ni tan sols saben els seus noms reals. Els seus pares sí que coneixen els seus noms reals, però exigeixen un suborn als seus fills per fer-los saber. També segons aquesta història, Blackheart Beagle no recorda els noms dels seus fills.
En la majoria de les històries de Carl Barks, el nombre de Beagle Boys no era exacte, sinó que es representaven amb una quantitat ambigua, amb el seu nombre de membres variant d'una història a una altra. No obstant això, si es comptabilitzen totes les diferents combinacions dels números de la presó dels Beagle Boys que s'utilitzaven en els còmics per Carl Barks, semblaria que els Beagle Boys constarien d'almenys 36 membres. A The Menehune Mystery, Scrooge esmenta trenta Beagle Boys. Don Rosa, però, utilitza constantment set Beagle Boys a les seves històries, però en comptes d'utilitzar un número aleatori, Rosa sempre amaga un número de presó darrere d'alguna cosa per evitar que dos Beagle Boys tinguin el mateix número.

### Altres còmics
De 1964 a 1979, els Beagle Boys van tenir el seu propi títol de còmic, The Beagle Boys, publicat per Gold Key Comics, que va continuar de 1979 a 1980 sota el nom de The Beagle Boys Versus Uncle Scrooge (Els Beagle Boys contra l'Oncle Garrepa).
En tots els còmics, els Beagle Boys es refereixen als seus números de presos segons la convenció de Barks. A més de l'afirmació de Barks i Rosa que els Beagle Boys no coneixen els seus noms, el còmic centrat en Beagle Boys Being Donald Duck (2003) d'Olaf Moriarty Solstrand afegeix que els Beagle Boys tampoc coneixen el nom de la seva mare, només el seu número. Els números de la presó dels Beagle Boys s'indiquen a les etiquetes que es veuen al pit dels seus característics jerseis de coll alt taronja o vermell. Les representacions originals de Barks als còmics nord-americans mostraven més sovint els Beagle Boys amb jerseis taronges. Els còmics europeus van recolorir aquests mateixos dibuixos de Barks per mostrar els Beagle Boys amb jerseis vermells. Les posteriors representacions còmics europeus dels Beagle Boys d'artistes diferents de Barks també els van mostrar amb jerseis vermells, igual que els dibuixos animats DuckTales.
En anys posteriors, sobretot a Europa, apareixen als còmics com un trio, al costat de cosins i altres familiars de diferents talents com a personatges derivats. Els més destacats són els Beagle Brats, els tres nebots preadolescents dels Beagle Boys creats per Tony Strobl i Steve Steere a That Motherly Feeling (Walt Disney's Comics and Stories núm. 299, 1965). Reflecteixen versions criminals dels tres nebots de Donald i tenen els números de presó 1, 2 i 3. Un altre parent destacat és Intellectual-176 (o I-176, per abreujar), cosí dels Beagle Boys que actua com a cervell del clan Beagle. Porta una gorra de morter i ulleres sobre la seva màscara negra de bandoler i té el número de presó "I-176". I-176 va ser creat per Pete Alvarado i va aparèixer per primera vegada a The Crown Jewel Job (The Beagle Boys núm. 7, 1967).
De vegades fan equip amb altres malvats com Magica De Spell, Black Pete, Madam Mim o lloguen els seus serveis a Flintheart Glomgold, John D. Rockerduck i Jolly Ollie Eiderduck. Durant aquestes ocasions, continuen actuant per interessos propis i no per als seus empresaris.
De vegades, els Beagle Boys s'enfronten a Super Goof, Mickey Mouse o alguns altres personatges dels còmics de Walt Disney.

## Els Beagle Boys en animació

### Sport Goofy in Soccermania
Els Beagle Boys van fer el seu debut en animació al curt de Goofy de 1987 Sport Goofy in Soccermania, amb la veu original de Will Ryan. A diferència de les seves encarnacions de DuckTales, els Beagle Boys es representen com a idèntics tant en aparença com en comportament, tot i que no tenen els números de presó dels seus homòlegs còmics.
A DuckTales, els Beagle Boys van rebre noms i diferents personalitats i gairebé tots parlen amb accents de Nova York. La combinació de personatges habitual és Bigtime, Burger i Bouncer o Baggy, amb Bouncer que apareix més sovint a la primera temporada i Baggy a la segona. El seu líder sol ser Bigtime quan Ma Beagle no és present. De vegades, un o dos s'intercanviaven amb Bankjob, Babyface o Bugle, i alguns episodis presentaven els tres últims com el trio de Beagles, amb Bankjob substituint Bigtime com a líder. Altres noms coneguts són Bomber i Blitzkrieg. La lletra B és la primera inicial de tots els Beagle Boys excepte Megabyte, el cervell del grup.
Els Beagle Boys tenen molts parents que es compten com a germans i cosins: a part de Ma Beagle, hi ha versions reimaginades dels Beagle Brats (fills o nebots), així com de les Beagle Babes (una contrapart femenina).

### Mickey, Donald, Goofy: The Three Musketeers
Els Beagle Boys van aparèixer com els secuaços de Pete a la pel·lícula Mickey, Donald, Goofy: The Three Mosketeers. A la pel·lícula només hi ha tres Beagle Boys, un d'ells destacat per ser baix (no obstant això, a diferència de Big Time, no era el líder sinó més o menys l'"idiota" del grup), amb la pell grisa i la caputxa negra. Decideixen deposar la princesa Minnie perquè Pete es converteixi en rei. Es va mostrar que eren molt més perillosos en comparació amb els seus homòlegs originals de DuckTales. Aquests Beagle Boys van ser interpretats col·lectivament per Jeff Bennett i Maurice LaMarche.

### Mickey Mouse & The Wonderful World ofMickey Mouse
A la sèrie de televisió Mickey Mouse, els Beagle Boys apareixen a l'episodi "Sock Burglar" com a part dels dolents que Minnie interroga, i a "Touchdown and Out" com a part de l'equip de futbol americà que Pete forma amb ells i Chernabog per jugar contra Mickey, Donald i Goofy.
A la sèrie derivada The Wonderful World of Mickey Mouse, apareixen a l'episodi "Keep on Rollin'" arribant amb Pete i Ursula (de La Sireneta) a la pista de rodes on Mickey i els seus amics sempre gaudeixen, sent expulsats pel grup de malvats del lloc, i després haver d'enfrontar-s'hi en una competició de patinatge sobre rodes per recuperar el seu lloc de trobada.